# Caterpillar 385C

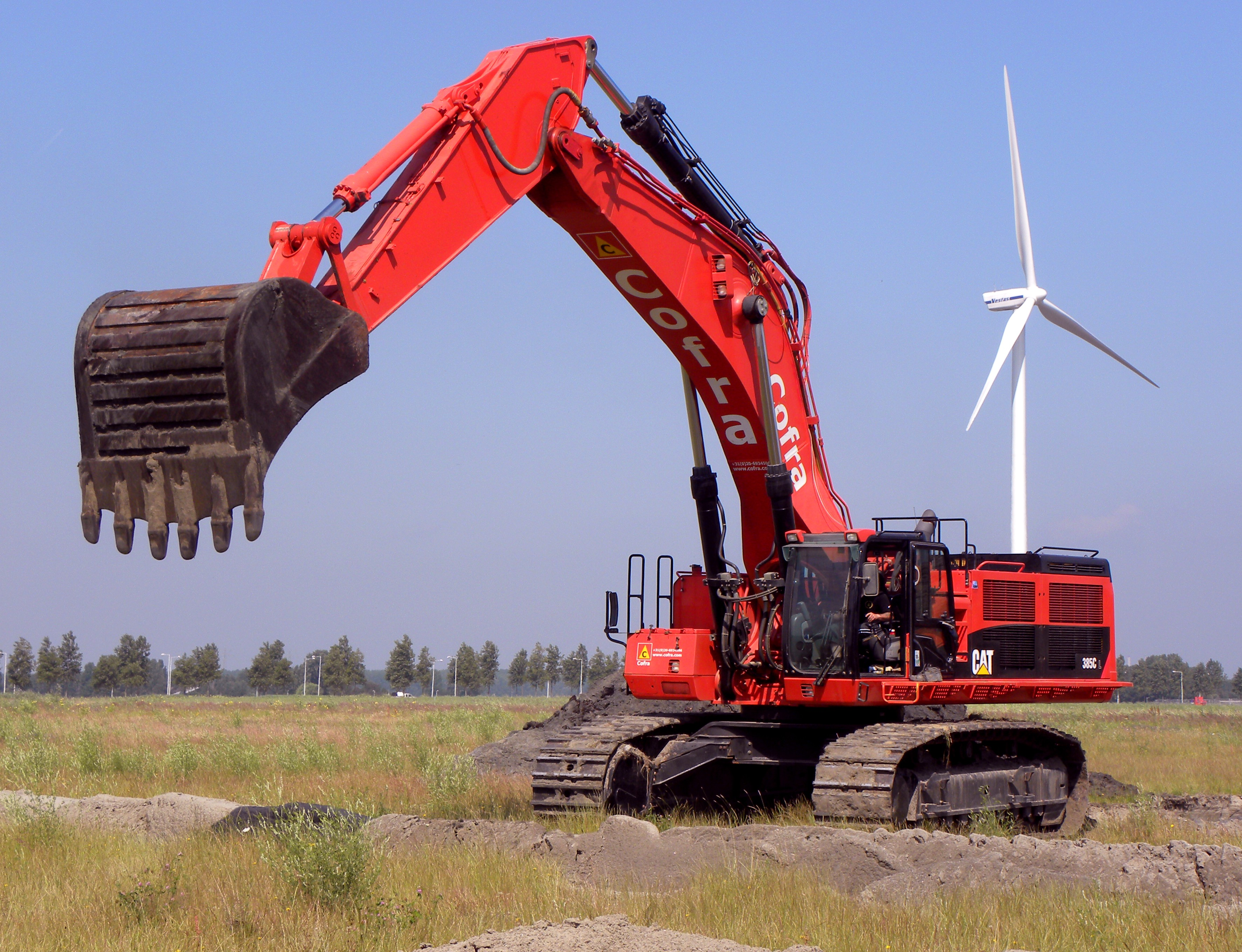
Caterpillar CAT 385C excavator

La Caterpillar 385C est une pelle mécanique hydraulique de type  pelle d'excavation de masse (pelle lourde). 

C'est le plus gros modèle de pelle hydraulique fabriquée par Caterpillar avec un poids en ordre de marche de 85 tonnes. 

Elle est déclinée sous deux séries : 385C et 385C L 

Elle était assemblée uniquement sur le site Caterpillar de Gosselies en Belgique.